# Stephen Curry
Pour les articles homonymes, voir Stephen et Curry (homonymie).
Stephen Curry, né le 14 mars 1988 à Akron (Ohio), est un joueur américain de basket-ball évoluant au poste de meneur dans l'équipe des Warriors de Golden State en NBA.
Réputé pour ses qualités au tir à trois points, il est le joueur ayant inscrit le plus de paniers à trois points en 2013, 2014, 2015, 2016, 2017, 2021, 2022, 2024 et 2025. Il est considéré comme le meilleur tireur de l'histoire du basket. Recruté en NBA en 2009, il subit une blessure à l'été 2011 et est contraint de manquer une grande partie de la saison 2011-2012. Il se révèle lors de la saison suivante comme l'un des meilleurs meneurs de la ligue. Lors de la saison 2014-2015, il accède à la reconnaissance nationale en obtenant le titre de champion NBA avec son équipe — qu'il décroche également en 2017, 2018 et 2022 — ainsi que le trophée de meilleur joueur de la saison. La saison suivante, il reçoit son second titre de MVP de la saison, après avoir établi avec son équipe un nouveau record de victoires en saison régulière. Le 13 avril 2021, il devient le meilleur marqueur de l'histoire des Golden State Warriors, dépassant Wilt Chamberlain. Depuis le 14 décembre 2021 au Madison Square Garden à New York, il détient le record NBA du nombre de paniers à trois points réussis en carrière, détrônant ainsi Ray Allen. En juin 2022, il remporte le quatrième titre de champion NBA de sa carrière avec son équipe ainsi que son premier titre de MVP des finales. Il est champion olympique 2024 à Paris avec les États-Unis en marquant quatre fois à trois points dans les deux dernières minutes de la finale face à la France, offrant ainsi la victoire à son équipe.
Il est le fils de l'ancien basketteur Dell Curry, qui joua notamment aux Hornets de Charlotte sous le numéro 30, et le frère de Seth Curry, qui joue actuellement aux Hornets. Avec son ancien coéquipier Klay Thompson, il formait un duo surnommé « Splash Brothers », en référence à leur grande adresse aux tirs.

## Enfance et début au basket-ball

### Jeunesse
Wardell Stephen "Steph" Curry II naît à Akron, dans l'Ohio, le 14 mars 1988. Il grandit à Charlotte, où son père, Wardell Curry, joueur professionnel de basket-ball dans la National Basketball Association, évolue sous les couleurs des Hornets de Charlotte. Étant enfant, Stephen Curry et son ami Simon DR, chaque soir après l'école, souhaitaient voir les matchs de son père. Cependant, sa mère refusait souvent car ils ne seraient pas rentrés avant 23 h ou minuit pour se rendre à l'école le lendemain. Alors, ils attendaient les vendredi et samedi soirs pour pouvoir y aller. Stephen Curry pratiquait de nombreux sports : baseball et football américain. Finalement, il choisit comme son père de pratiquer le basket-ball en tant que discipline sportive. C'est en classe de quatrième que Stephen Curry a choisi de s'entraîner régulièrement pour pouvoir jouer à l'université.
Plus tard, il rejoint le lycée de Charlotte Christian au sein duquel il a notamment gagné trois titres de conférence. Malgré de bonnes performances individuelles, Curry ne reçoit aucune bourse de la part d'universités réputées, notamment à cause de son physique, jugé trop frêle. Il accepte une offre d'une université moins renommée, Davidson.

### Carrière NCAA

#### 2006-2007

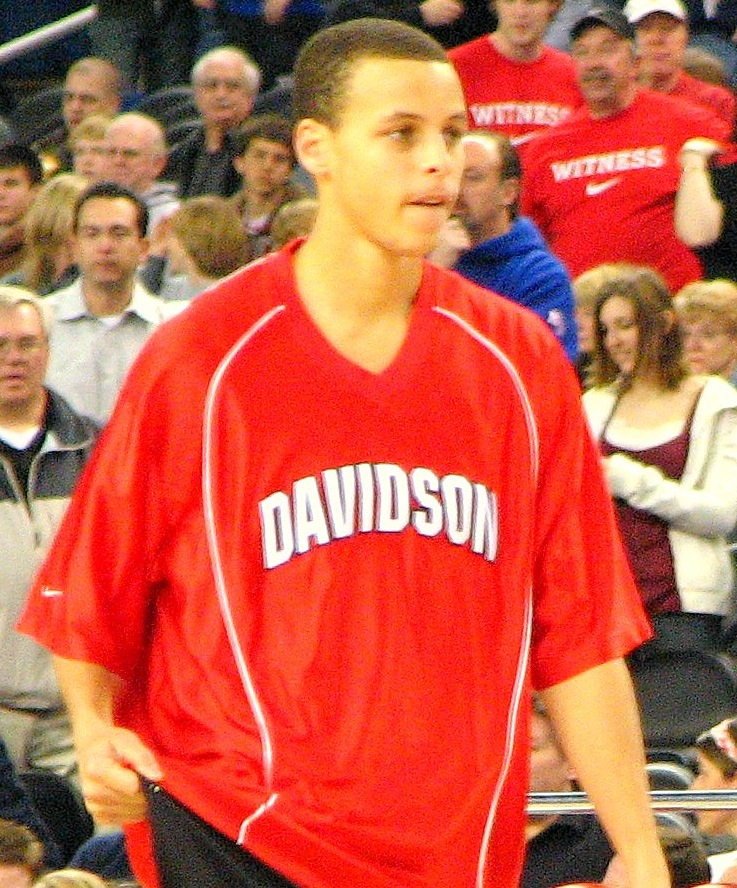
Stephen Curry sous les couleurs de l université de Davidson en 2008.

Dès la première saison de Curry en NCAA, les Wildcats de Davidson dominent leur conférence et terminent à la première place avec un bilan de 29 victoires pour 5 défaites. Avec 21,5 points de moyenne, Curry termine meilleur marqueur de la Southern Conference et deuxième meilleur marqueur parmi les freshmen du pays, derrière Kevin Durant. Les Wildcats se font néanmoins éliminer du tournoi final de la NCAA par Maryland. Malgré cette déception, Curry est honoré de plusieurs récompenses individuelles, notamment celle de meilleur débutant de la conférence. Au terme de cette saison, il est sélectionné pour défendre les couleurs des États-Unis lors du championnat du monde de basket-ball masculin des moins de 19 ans en Serbie. Avec des moyennes de 9,4 points, 3,8 rebonds et 2,2 passes en 19 minutes, il aide les États-Unis à décrocher la médaille d'argent.

#### 2007-2008
Pour sa deuxième saison, Curry continue sa domination dans la conférence, conservant son trophée de meilleur marqueur avec 25,5 points par match, tout en permettant à son équipe de finir avec un nouveau bilan positif de 26 victoires pour 6 défaites. Les Wildcats se qualifient une nouvelle fois pour le tournoi final de la NCAA. Le 21 juin 2008, lors du premier tour de la March Madness, contre Gonzaga, Curry inscrit 40 points pour permettre à son équipe de remporter sa première victoire en tournoi final NCAA depuis 1969, aidé notamment dans son équipe par deux joueurs francophones, les Canadiens Maxime Paulhus-Gosselin et William Archambault. Après avoir éliminé tour à tour Gonzaga, Georgetown et Wisconsin, les Wildcats se font éliminer en quarts de finale par les futurs champions, les Jayhawks du Kansas, sur le score de 59 à 57.

#### 2008-2009
Après cette victoire, Curry annonce tout de même vouloir rester en NCAA une saison de plus pour développer ses qualités de meneur de jeu, bien qu'un poste lui semble promis en NBA, notamment par son physique. Pour sa troisième année, Curry termine meilleur marqueur de NCAA de la saison et devient par la même occasion meilleur marqueur de l'histoire de son université. Cependant, les Wildcats perdent en demi-finale de tournoi de conférence et ne rejoignent donc pas le tournoi final de la NCAA pour la première fois depuis l'arrivée de Curry. Finalement invité au National Invitation Tournament, Davidson se fait éliminer au deuxième tour contre les Saint Mary's Gaels pour la dernière apparition de Curry sous le maillot des Wildcats. En effet, au terme de cette saison, le natif d'Akron décide d'inscrire son nom à la draft 2009 de la NBA.

## Carrière NBA

### Débuts en NBA (2009-2012)
Attendu par beaucoup aux Knicks de New York, il est finalement choisi par les Golden State Warriors avec le septième rang de la draft 2009 de la NBA. En juillet 2009, Curry signe ainsi son premier contrat professionnel pour un montant de 12,7 millions de dollars sur une durée de quatre ans.
Auteur d'une première saison aboutie individuellement, Curry est récompensé par une sélection au Rookie Challenge lors du All-Star Weekend en février puis par une place dans l'équipe des meilleurs débutants aux côtés de Tyreke Evans, Brandon Jennings, Darren Collison et Taj Gibson. Il termine deuxième des votes pour le trophée de débutant de l'année derrière Evans. Il termine sa première saison avec des moyennes de 17,5 points, 5,9 passes décisives, 4,5 rebonds et 1,9 interception par match. Le bilan collectif est cependant moins brillant, les Warriors terminant à la treizième place de la conférence Ouest avec un faible bilan de 26 victoires pour 56 défaites.
Après une première saison prometteuse, le meneur confirme les espoirs placés en lui. Au tir, comme dans la gestion du jeu, Curry continue de progresser et son duo avec Monta Ellis semble tout aussi intrigant qu'intéressant. Les arrivées de David Lee et Dorell Wright dans l'équipe donnent également des raisons d'espérer de meilleurs résultats. Pour sa saison sophomore, Curry est une nouvelle fois invité au All-Star Weekend, pour le Rookie Challenge, mais également pour le Skills Challenge qu'il remporte en finale face à Russell Westbrook. À la fin d'une nouvelle saison réussie individuellement (18,6 points, 5,8 passes et 1,5 interception de moyenne), Curry reçoit également le Sportsmanship Award, trophée qui récompense le joueur le plus fair-play. Malgré cela et dix victoires de plus par rapport à la saison précédente pour les Warriors, ces derniers finissent à la douzième place de la Conférence, encore loin des séries éliminatoires.
La saison 2011-2012 est beaucoup plus compliquée pour le meneur. Opéré de la cheville pour une déchirure des ligaments dès la fin de la saison précédente, Curry se blesse à nouveau à quelques jours du début de la saison. Malgré cela, le meneur tente de jouer, et s'ensuivirent de nombreux allers-retours entre le parquet et l'infirmerie. En ne participant qu'à 26 matchs sur 66, Curry s'attire une réputation de joueur physiquement fragile. De plus, ses statistiques sont à la baisse : il termine difficilement sa saison avec 14,7 points et 5,3 passes de moyennes, après avoir officiellement mis un terme à celle-ci en mars pour une nouvelle opération à la cheville.

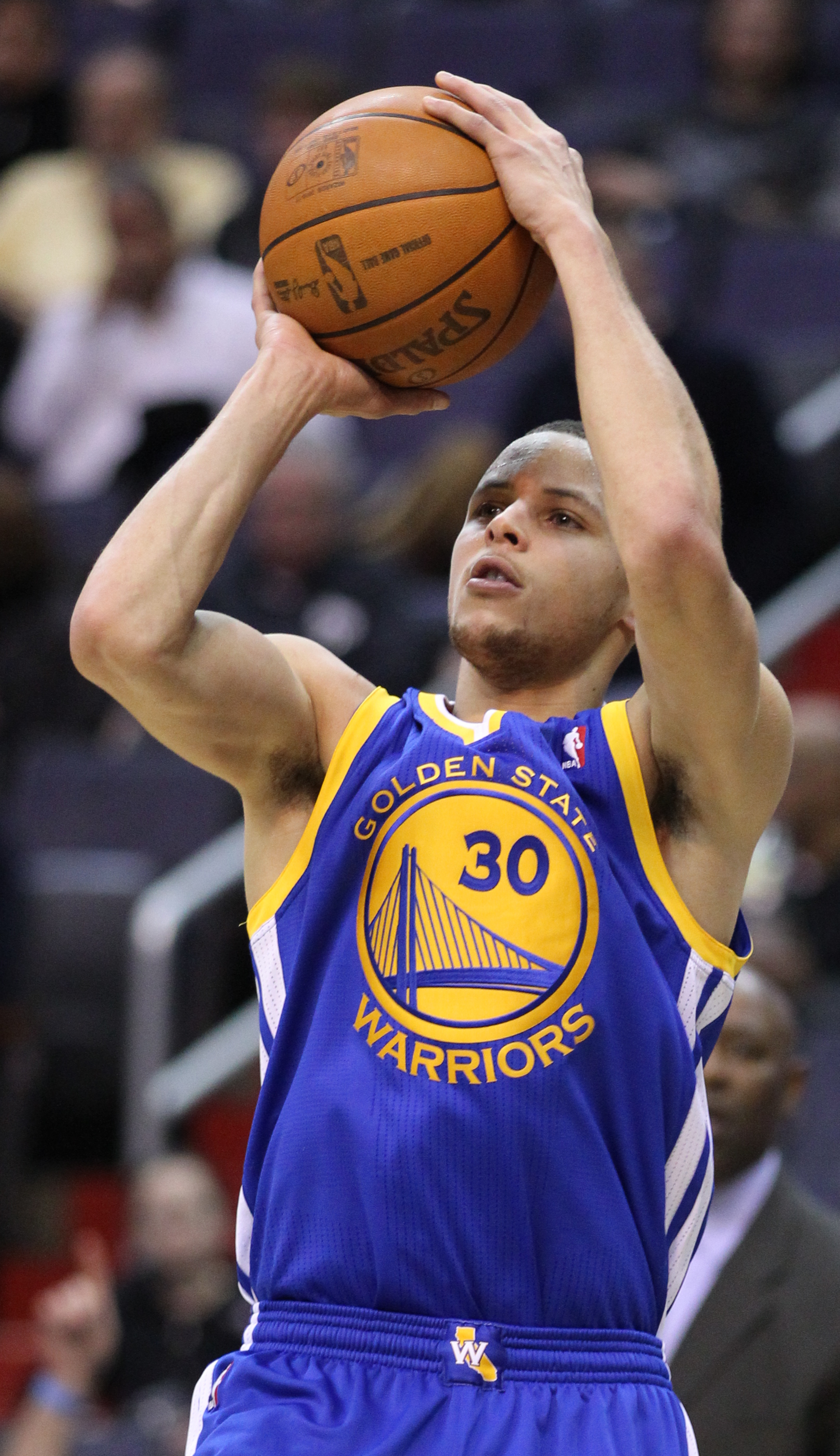
Curry en 2011.

Cette saison est également marquée par de nombreux changements ayant suivi le rachat des Warriors par un nouveau groupe d'actionnaires. L'arrivée d'un nouvel entraîneur, Mark Jackson, le transfert de Monta Ellis, vedette de l'équipe mais dont l'association avec Curry ne répond pas aux attentes, et la draft du prometteur Klay Thompson offrent un avenir prometteur aux Warriors.

### Ascension et renouveau des Warriors (2012-2014)
Malgré une dernière saison compliquée, les Warriors de Golden State renouvellent leur confiance en leur meneur avec un nouveau contrat de 44 millions de dollars pour quatre ans. Sa saison va leur donner raison. Avec 22,9 points, 6,9 passes et 4 rebonds de moyenne, Curry s'impose comme l'un des meilleurs meneurs de la ligue et comme le leader de cette jeune équipe des Warriors. Le 27 février 2013, au fameux Madison Square Garden, lors d'une défaite face aux Knicks de New York, Curry réalise son record en carrière avec 54 points, 18 à 28 aux tirs dont onze tirs à trois points réussis. Il termine cette saison avec un total de 272 tirs à trois points réussis, effaçant des tablettes le précédent record de Ray Allen, bloqué à 269.
La progression de la nouvelle star des Warriors se ressent sur les résultats de l'équipe. En terminant à la sixième place de la conférence ouest, avec un bilan de 47 victoires pour 35 défaites, l'équipe de la baie d'Oakland retrouve les playoffs pour la première fois depuis six ans. Malgré le manque d'expérience de Curry et de bon nombre de ses coéquipiers comme Klay Thompson, Harrison Barnes ou encore Draymond Green, les Warriors éliminent les Nuggets de Denver en six matchs et atteignent les demi-finales de Conférence pour y affronter les Spurs. Malgré un premier match record avec 44 points pour Curry, les Warriors gâchent une avance de seize points dans les dernières minutes et laissent le match s'échapper après deux prolongations. L'expérience des Spurs fait la différence et les Warriors sont éliminés après six matchs. Malgré cela, Curry semble avoir pris une nouvelle dimension et se révèle clairement aux yeux du grand public.
La saison 2013-2014 est celle de la confirmation pour Curry. Après un nouveau très bon début de saison, il entre le 7 décembre 2013 dans l'histoire des Warriors en dépassant les 701 tirs à trois points réussis de Jason Richardson sous le maillot de Golden State. Avec une nouvelle très bonne saison, tant individuellement que collectivement, Curry voit son statut prendre de l'ampleur. Il est ainsi choisit par le public pour être titulaire lors du All-Star Game 2014 pour la première sélection de sa carrière. Pour ses débuts au match des étoiles, il compile 12 points et 11 passes décisives. Curry termine ensuite la saison avec 24 points et 8,5 passes de moyenne, soit les deux meilleures marques de sa carrière. Il est également nommé dans une All-NBA Team (la deuxième) pour la première fois de sa carrière.
Les Warriors terminent une nouvelle fois à la sixième place et affrontent les Clippers de Los Angeles au premier tour. Après une série tant intense que disputée, les Warriors se font finalement éliminer en sept matchs.

### MVP et champion NBA 2014-2015

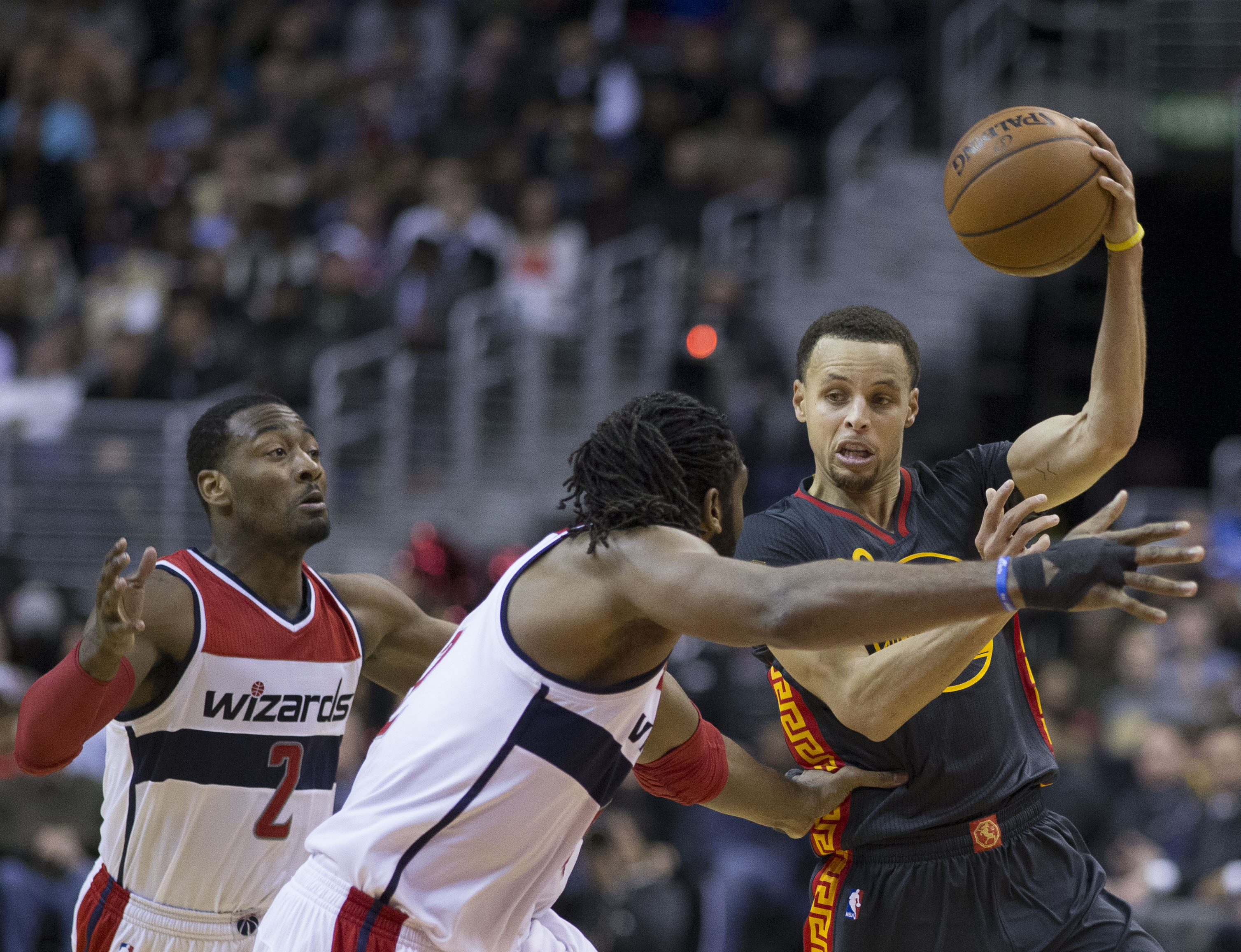
Curry face aux Wizards de John Wall et Nenê en 2015.

Durant l'été 2014, les Warriors se séparent de leur entraîneur, Mark Jackson, et engagent Steve Kerr. Ce changement, associé à l'expérience engrangée par les joueurs lors de ces deux dernières saisons, s'avère bénéfique. Les Warriors réalisent une saison historique et terminent avec le meilleur bilan de leur histoire, 67 victoires pour seulement 15 défaites. Curry, leader de cette nouvelle équipe attractive, voit sa cote de popularité exploser, le projetant au rang de superstar. Pour preuve, le meneur américain est plébiscité par les fans pour le All-Star Game 2015, terminant ainsi premier des votes devant LeBron James. Curry est également sélectionné pour le concours à trois points, qu'il remporte face à de sérieux concurrents, dont son coéquipier Klay Thompson. Continuant sur sa lancée, Curry profite de cette saison pour battre le record de tirs à trois points inscrits en une saison qu'il détenait depuis deux saisons, l'élevant désormais à 286.
Le 4 mai 2015, Curry est nommé NBA Most Valuable Player devant James Harden et LeBron James. Il devient ainsi le premier Warrior à remporter ce trophée depuis Wilt Chamberlain en 1960,.
Premiers de la NBA au terme de la saison, les Warriors de Curry écartent d'abord les Pelicans de La Nouvelle-Orléans au premier tour des playoffs avec quatre victoires en autant de matchs, dont un incroyable match 3 durant lequel les Warriors, bien aidés par un Stephen Curry très efficace avec 40 points, remontent un écart de vingt points acquis au terme du troisième quart-temps avant de s'imposer en prolongation. Ils passent ensuite les Grizzlies de Memphis en six rencontres après avoir été menés 2-1 au terme du troisième match, pour rejoindre la finale de conférence ouest pour la première fois depuis 1976. C'est lors de cette série face aux Rockets de Houston que Curry s'empare du record de trois points marqués en une campagne de playoffs détenu par Reggie Miller. Dans le même temps, les Warriors disposent assez facilement de l'équipe texane, 4 victoires à 1, pour rejoindre la finale NBA face aux Cavaliers de LeBron James.

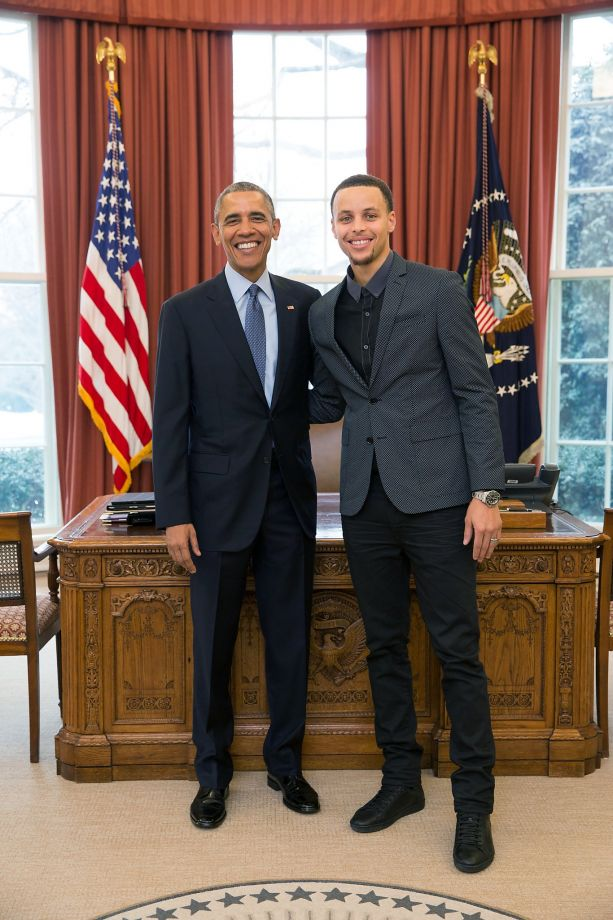
Stephen Curry avec le président des États-Unis Barack Obama.

Face à un LeBron James inarrêtable (35,8 points, 13,3 rebonds et 8,8 passes de moyenne) mais trop seul, les Warriors remportent l'ultime série 4 victoires à 2, et décrochent leur premier trophée de champions NBA depuis 1975. Stephen Curry, ciblé par la défense des Cavaliers, connaît quelques moments difficiles, notamment durant le deuxième match, au cours duquel il manque treize paniers à trois points, un record. Il répond néanmoins présent lors des fins de matchs serrées. Maillon essentiel de l'attaque des Warriors, le meneur est toujours dans ses standards statistiques avec 26 points, 6,3 passes, 5,2 rebonds de moyenne.
Au terme d'une campagne de playoffs incroyable, Curry termine avec des statistiques de 28,3 points, 6,4 passes et 5 rebonds de moyenne en 21 matchs avec 42,2 % de réussite à trois points. Le meneur décroche son premier titre NBA et bat le record du nombre de tirs à trois points réussis (58) en une campagne de playoffs, détenu jusque-là par Reggie Miller, pour le porter à 98. Il devient le premier joueur de l'histoire à éliminer tour à tour les quatre autres membres de la First All-NBA Team dont il fait partie : Anthony Davis, Marc Gasol, James Harden puis LeBron James.

### Saison de records historiques (2015-2016)

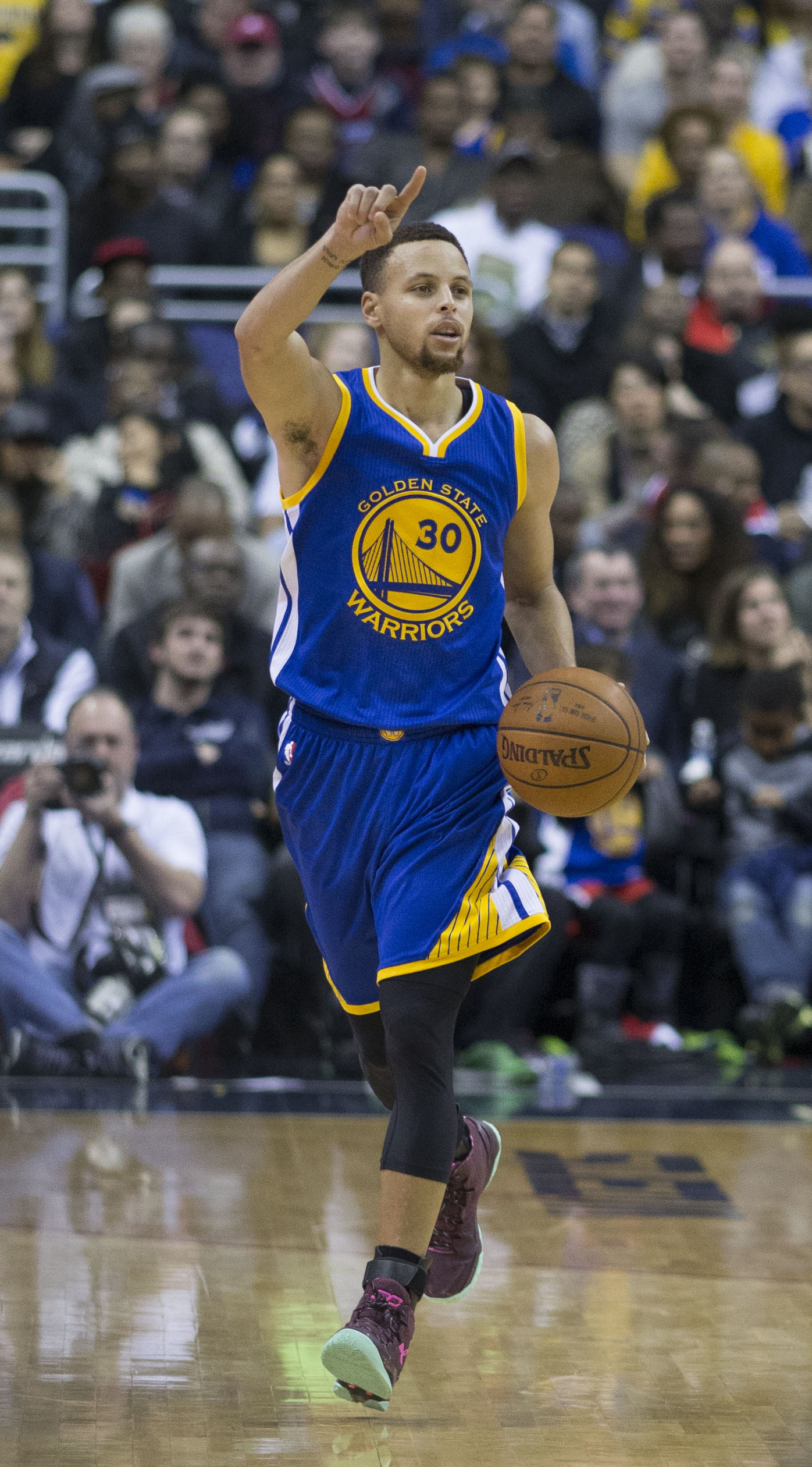
Stephen Curry en 2016 avec les Warriors.

La saison 2015-2016 continue comme la 2014-2015 s'était finie : de façon spectaculaire. Curry et les Warriors enchaînent 24 victoires, meilleur départ d'une équipe tous sports américains confondus. Curry continue de jouer à un niveau exceptionnel, lui permettant de devenir All-Star pour la troisième fois. Le 27 février 2016, il bat le record historique de paniers à trois points réussis en une saison avec 288 réussites, battant son précédent record de 286 alors même que 24 matchs restent à jouer dans la saison. Il surpasse également Kyle Korver avec 129 matchs consécutifs avec au moins un panier primé marqué, tout en égalant le record co-détenu par Kobe Bryant et Donyell Marshall avec 12 paniers à trois points (sur 16 tentatives) inscrits dans un même match.
Les Warriors finissent la saison régulière avec 73 victoires pour seulement 9 défaites et battent le record des Bulls en 1995-1996 de 72 victoires et 10 défaites. Stephen Curry inscrit 402 paniers a trois points durant la saison, battant largement son propre record de la saison précédente (286),. Il est le deuxième joueur de l’histoire à réussir une saison avec au moins 50 % de réussite globale aux tirs, 45 % derrière la ligne à trois points et 90 % aux lancers-francs, après Steve Nash en 2007-2008. Il termine meilleur marqueur (30,1 points de moyenne) et meilleur intercepteur de la ligue (2,1 par match).
Le 10 mai 2016, après une saison 2015-2016 extraordinaire, Stephen Curry est nommé MVP pour la seconde année consécutive, à l'âge de 28 ans. Il devient le premier joueur à être élu à l'unanimité par les votants pour la récompense.
Ses playoffs furent plus compliqués puisqu'il se blessa au genou dès le match 4 du premier tour, contre les Houston Rockets. Les Warriors finissent la série sans lui et l'emportent sur le score de quatre victoires à une. En demi-finale de conférence, ils affrontent les Trail Blazers de Portland. Stephen Curry est blessé jusqu'au match 4, où il revient en effectuant une performance notable avec 40 points, 8 passes et 9 rebonds. Il s'adjuge en outre le record du nombre de points inscrits en une prolongation avec 17 unités. Les Warriors se qualifient en finale de conférence en battant les Blazers sur le score de 4 à 1. Ils y affrontent le Thunder de Russell Westbrook et Kevin Durant, et s'imposent 4 victoires à 3 alors qu'ils étaient menés 3 victoires à 1. Dans cette série, Curry a pris le dessus sur Westbrook, notamment grâce à de grandes performances lors des matchs 5, 6 et 7 avec 31 points lors des matchs 5 et 6 et 36 points lors du match décisif. Il fut aussi bien aidé par son coéquipier Klay Thompson qui explosa la défense du Thunder avec 41 points et notamment 10 paniers à 3 points pour garder les Warriors en vie dans cette série. En finales, ils retrouvent comme l'année précédente les Cavaliers de Cleveland. Les Warriors prennent dans un premier temps l'avantage et mènent 3 victoires à 1, et ce avec un Stephen Curry emprunté qui joue blessé. Cependant, LeBron James et Kyrie Irving vont réussir à ramener leur équipe à égalité en enchaînant des performances exceptionnelles, jusqu'à un match 7 où les Cavaliers finissent par l'emporter.
À l'issue de cette saison, Stephen Curry renonce à participer aux Jeux olympiques de Rio, expliquant qu'il doit soigner sa blessure et se reposer après deux saisons exceptionnelles sur le plan individuel comme sur le plan collectif.

### Double champion NBA (2016-2017)
Avec une victoire de 122-114 sur les Pelicans de La Nouvelle-Orléans, Curry a marqué quatre paniers à 3-points pour atteindre les 1600 en carrière, devenant le 19e joueur à le faire, ainsi que le plus jeune à l'avoir réalisé. Le 4 novembre 2016, la série de Curry a été brisée, laissant un record de 157 matchs consécutifs marquant au moins un panier à 3-points, lors de la défaite de 117-97 des Warriors aux Lakers de Los Angeles. Une série qui avait commencé le 11 novembre 2014. Trois jours après avoir manqué ses 10 tentatives à 3 points contre les Los Angeles Lakers, mettant fin à une série de 157 matches consécutifs avec au moins un tir à 3 points inscrit, Stephen Curry s'est repris. Contre les Pelicans, le meneur des Warriors a inscrit la bagatelle de 13 paniers à longue distance, devenant ainsi le seul joueur de l'histoire de la NBA à détenir un tel record (Klay Thompson, son coéquipier, va battre ce record contre les Bulls de Chicago le 29 octobre 2018). En dépit de la prestation stratosphérique de Curry (46 points finalement à 16/26), la route vers la victoire des Warriors a été pénible face à des Pelicans accrocheurs (116-106). Les Californiens avaient pourtant creusé l'écart en obtenant près de vingt points d'avance en fin de deuxième quart, grâce justement à la maestria à trois points du duo Curry - Thompson (24 pts à 11/20, 2/7 à trois points).
Le 11 décembre, Curry marque 17 points, 4 sur 14 au tir et comptant 8 rebonds contre les Timberwolves du Minnesota (110-89) pour dépasser Steve Nash à la 17e place au classement des marqueurs à 3 points. Avec 14 points contre les Mavericks de Dallas, le 30 décembre, Curry (11 903) a dépassé Purvis Short (11 894) à la 7e place sur la liste des meilleurs marqueurs de l'histoire de la franchise. Dans une défaite contre les Grizzlies de Memphis le 6 janvier 2017, Curry a effectué son deuxième match à 40 points de la saison et a atteint le seuil de 12 000 points, devenant le 7e joueur de l'histoire des Warriors à marquer 12 000 points. Trois jours plus tard, Curry a été nommé joueur de la semaine de la Conférence de l'Ouest pour les matchs disputés du lundi 2 janvier au dimanche 8 janvier. Il a obtenu son huitième titre du joueur de la semaine de sa carrière, plus que tout autre joueur dans l'histoire de la franchise. Il a été choisi pour jouer le All-Star Game.
À la suite d'une incroyable saison, totalisant 67 victoires pour seulement 15 défaites, Stephen Curry permet aux Warriors de se classer 1er à l'Ouest pour la chasse au titre NBA. Ils affrontent Damian Lillard et les Trail Blazers de Portland dès le premier tour, qui se termine par un sweep rapide des Warriors. La seconde phase de ces playoffs les oppose au Jazz de Rudy Gobert et de Gordon Hayward. Cette série se termine également par un sweep, leur permettant finalement d'accéder à la finale de conférence Ouest.
Ce troisième tour oppose les Warriors aux Spurs de San Antonio, dirigés par Gregg Popovich dont le joueur clef, Kawhi Leonard, prétendant au titre de MVP mais également à celui de meilleur défenseur 2017, représente une véritable menace. Dans le Game 1, les Spurs, menant alors le match (76-55) perdent leur joueur sur une faute de Zaza Pachulia, pivot des Warriors. Cette affaire fait écho dans la presse sur le caractère flagrant de la faute. Cependant, les Spurs, contraints de jouer sans Leonard jusqu'à la fin de la saison, subissent à leur tour le sweep des Warriors.
Viennent alors les finales NBA, de nouveau entre les Warriors et les Cavaliers de Cleveland de LeBron James et Kyrie Irving. Les Warriors jouent autour de quatre superstars qui sont : Stephen Curry, Kevin Durant, Klay Thompson et Draymond Green. Force est de constater que Stephen Curry réalise ses meilleurs statistiques en carrière de playoffs, avec en moyenne 26,8 points, 8 rebonds et 9,4 passes décisives. À la suite de cette série, Durant gagna alors le titre de MVP des finales à la place de Stephen Curry, qui totalise alors 2 titres MVP de saison régulière, dont un unanime, et deux titres de Champion NBA. Stephen Curry finit la saison avec 25,3 points, 4,5 rebonds, 6,6 passes et 1,8 interception à 46,8 % au tir et 41,1 % à trois points en 33 minutes.

### Saison ponctuée par les blessures (2017-2018)
En présaison, Stephen Curry réalise à nouveau une performance incroyable avec ses 40 points. Steve Kerr déclara, quelques jours plus tard, que nous n'avons encore rien vu du talent de Stephen Curry, et que la saison 2017-2018 est sa meilleure. Le 5 novembre 2017, en seulement 30 minutes, le meneur de Golden State a donc permis à son équipe de marquer 44 points de plus que Denver lorsqu’il était sur le terrain, tout en compilant un joli double-double avec 22 points à 7/14 au tir dont 5/10 à 3-pts et 11 passes. Le double MVP a commencé par distribuer le jeu pour Klay Thompson et JaVale McGee avant de tirer à trois points. Par deux fois, il a même obtenu la faute sur un tir primé.
Cependant, le baby-faced assassin se blesse à la cheville droite lors de son match contre les Pelicans de La Nouvelle-Orléans le lundi 4 décembre 2017. Il est absent pendant deux semaines selon le staff, sa blessure étant seulement considérée comme légère. À la suite de son retour sur le parquet, Curry décroche un titre de joueur de la semaine en menant son équipe à la victoire durant 3 matchs d'affilée avec des statistiques dignes de ses titres de MVP. Le 3 mars 2018 contre les Hawks d'Atlanta, la star des Warriors a réalisé une mauvaise réception au sol à la suite d'un lay-up, Curry se blesse de nouveau, à la cheville droite, et retrouve l'infirmerie. Le champion NBA affronte à nouveau les Hawks, le 24 mars 2018 et en fin de troisième quart-temps, il doit quitter l'Oracle Arena pour rejoindre les vestiaires. En effet, son coéquipier JaVale McGee est tombé sur le genou gauche du double MVP et un ligament du genou est touché. Il est par la suite absent jusqu'à la fin de la saison régulière.
Son entraîneur Steve Kerr annonce qu'il sera rétabli pour le deuxième match des demi-finales de la conférence Ouest où les Warriors rencontrent les Pélicans de La Nouvelle-Orléans d'Anthony Davis, dans ce match il marque 28 points, ils ont gagné 121 à 116. Dans le Game 3, face aux Rockets de Houston il score 35 points dont 5 paniers à 3 points, les Warriors gagnent une fois de plus face aux Rockets 126 à 85, cette victoire fut la plus grande victoire de l'histoire de la NBA pendant les séries éliminatoires avec 41 points de différence. Ils gagnent 4 matchs à 3 contre les Rockets, ils se qualifient pour la finale face aux Cavaliers de Cleveland. Lors du Game 2 face aux Cavaliers, Curry inscrit 33 points pour finir meilleur marqueur de la rencontre, dont 9 tirs à 3 points, un record sur un seul match de Finales NBA, il dépasse l'ancien record détenu par Ray Allen qui était de 8 tirs à 3 points, les Warriors s'imposent 122 à 103 pour les Cavaliers. Dans le Game 4, Curry inscrit 37 points dans une victoire de 108-85 qui a aidé les Warriors à décrocher leur deuxième titre NBA consécutif. Plusieurs personnes ont estimé qu'il aurait dû gagner la finale MVP. Les Warriors deviennent pour la troisième fois champions NBA en 4 ans.

### Cinquième finales NBA consécutive (2018-2019)
Lors de la période d'agents libres en juillet 2018, les Warriors font l'acquisition de DeMarcus Cousins, l'un des meilleurs pivots de la NBA actuellement, qui ne devait retrouver les parquets qu'au début de 2019 à la suite de sa blessure au tendon d'Achille. Stephen Curry annonce qu'il s'agit là d'un des meilleurs, si ce n'est le meilleur, cinq majeur de la ligue de tous les temps.
Le 21 octobre 2018, Curry totalisait 30 points et six tirs à trois points dans une défaite de 100-98 contre les Nuggets de Denver, dépassant ainsi Paul Pierce pour la sixième place de la liste des marqueurs à trois points en carrière. Trois jours plus tard, il a marqué 51 points avec 11 paniers à trois points en seulement trois quarts lors d'une victoire de 144-122 sur les Wizards de Washington. Il a marqué 31 points en première période et a terminé avec son sixième match à 50 points en carrière. Il a obtenu 10 points ou plus pour la dixième fois. Le troisième panier longue distance de la soirée de Curry l'a amené à dépasser Jamal Crawford (2 153 paniers à trois points) pour se classer cinquième au classement des marqueurs à trois points.
Le 28 octobre, il a inscrit 7 trois points et a obtenu 35 points dans une victoire de 120 à 114 sur les Nets de Brooklyn. Au cours des sept premiers matchs de la saison, il a inscrit au moins cinq tirs à trois points en sept matchs, battant ainsi le record de George McCloud avec six matchs de suite au cours de la saison 1995-1996. Les Warriors ont débuté la saison avec un bilan de 10-1.
Le 8 novembre, contre les Bucks de Milwaukee, Curry a quitté le match au troisième quart-temps en raison d'une blessure à l'aine et les Warriors perdent le match 134 à 111. Sans Curry, les Warriors ont chuté à 12-7. Le 21 novembre après avoir subi leur première série de quatre défaites consécutives depuis mars 2013, les Warriors ont terminé le mois de novembre avec un bilan de 15-8, alors que Curry s’est rétabli de sa blessure à l’aine gauche. Malgré les 27 points de Curry pour son retour le 1er décembre, les Warriors ont été vaincus 111 à 102 par les Pistons de Detroit.
Le 17 décembre, il a marqué 20 points lors d'une victoire de 110 à 93 sur les Grizzlies de Memphis, devenant le cinquième joueur des Warriors à marquer 15 000 points en saison régulière, rejoignant Wilt Chamberlain (17 783), Rick Barry (16 447), Paul Arizin (16 266) et Chris Mullin (16 235).
Le 23 décembre, il a marqué 42 points et a effectué un lay-up en toute fin de match pour amener les Warriors à une victoire de 129 à 127 contre les Clippers de Los Angeles. Le 5 janvier, il totalisait 10 points et comptait 20 de ses 42 points au quatrième quart de la victoire 127 à 123 des Warriors sur les Kings de Sacramento. Le 11 janvier, lors d’une victoire de 146-109 sur les Bulls de Chicago, Curry a réussi cinq tirs à trois points et dépasse Jason Terry (2 282) à la troisième place des marqueurs à 3 points les plus prolifiques derrière Ray Allen (2 973) et Reggie Miller (2 560). Deux jours plus tard, il a marqué 48 points et 11 tirs à 3 points dans une victoire de 119-114 contre les Mavericks de Dallas. Le 16 janvier, il a marqué 41 points avec neuf paniers à 3 points, devenant ainsi le premier joueur de l'histoire de la NBA à totaliser au moins huit paniers à 3 points sur trois matches consécutifs, alors que les Warriors avaient vaincu les Pélicans de la Nouvelle-Orléans 147-140.
Le 31 janvier, il a marqué 41 points avec 10 paniers à 3 points dans une défaite de 113-104 contre les 76ers de Philadelphie. Le 21 février, il a marqué 36 points avec 10 tirs à 3 points dans une victoire de 125 à 123 sur les Kings de Sacramento. Le 16 mars, contre le Thunder d'Oklahoma City, Curry a atteint 16 000 points en carrière. Le 29 mars, il a inscrit 11 paniers à trois points et 37 points lors d'une défaite de 131-130 en prolongation contre les Timberwolves du Minnesota. Le 2 avril, dans une victoire de 116-102 sur les Nuggets, Curry a établi une série de cinq paniers à trois points ou plus au cours de neuf matchs consécutifs et a dépassé Chris Mullin au classement des marqueurs des Warriors. Le 5 avril, il a marqué 40 points lors d'une victoire de 120 à 114 sur les Cleveland Cavaliers, passant ainsi devant Paul Arizin pour la troisième place de ce même classement.
Les Warriors finissent premier de la Conférence Ouest avec un bilan de 57-25. Dans le premier match des playoffs, au premier tour, Curry a marqué 38 points et rentré huit paniers à 3 points. Il prend ainsi la première place et dépasse Ray Allen (385) au nombre de 3 points marqués en playoffs. Il a également obtenu 15 rebonds et 7 passes décisives dans une victoire de 121-104 contre les Clippers de Los Angeles. Dans le sixième match du second tour, Curry a rebondi après la première moitié du match où il n'a rentré aucun panier pour marquer 33 points au cours des deux derniers quart-temps pour aider les Warriors à éliminer les Rockets de Houston avec une victoire 118-113 et accéder à la finale de conférence. À l'occasion de la finale de conférence, contre les Trail Blazers de Portland, il cumule un total de 146 points en 4 matchs. Ce qui est un record lors d'un sweep de playoffs.
Les Warriors ne furent pas aidés en Finales NBA, en perdant sur blessures Kevin Durant et Klay Thompson, et perdent les Finales face aux Raptors de Toronto (4-2), malgré les 30 points de moyenne de Curry lors de la série et une pointe a 47 points lors du Game 3.

### Saison quasi-blanche (2019-2020)
À l'aube de la saison 2019-2020, Curry devait assumer une charge offensive plus importante, puisque Klay Thompson est blessé et Kevin Durant a quitté les Warriors en tant qu'agent libre. Le 30 octobre 2019, contre les Suns de Phoenix lors du quatrième match de la saison, Curry s'est rendu au panier et est entré en collision avec Aron Baynes des Suns, ce dernier est tombé sur la main gauche de Curry, ce qui a nécessité une intervention chirurgicale pour réparer son deuxième métacarpien cassé et donc une longue absence des terrains. Il effectue son retour le 5 mars 2020 face aux Raptors de Toronto, où il enregistre 23 points, 6 rebonds et 7 passes décisives dans une défaite 121-113.
Cependant, la saison est suspendue brusquement peu de temps après ce match, les Warriors sont classés derniers de la conférence Ouest avec 15 victoires pour 50 défaites, en raison des nombreuses blessures et du manque de qualité intrinsèque des joueurs. L'équipe n'a pas rejoué de la saison 2019-2020. Curry n'a pris part qu'à 5 matchs au total pour 20,8 points de moyenne.

### Seul au monde (2020-2021)
Durant la saison 2020-2021, les Warriors se retrouvent sans Klay Thompson à la suite de sa rupture du tendon d’Achille peu avant la reprise de la saison, obligeant Curry à prendre toutes les responsabilités en attaque de son équipe. Le 23 janvier, il devient le deuxième meilleur marqueur à 3 points de la NBA en dépassant Reggie Miller et ses 2560 tirs longues distances.
Le 3 janvier 2021, Stephen Curry parvient à inscrire 62 points dans un match contre les Trail Blazers de Portland. Il bat ainsi son record personnel, jusqu'alors établi à 54 points.
À la fin de la saison, Stephen Curry est titré meilleur marqueur, avec 32 points en moyenne par match, dépassant son précédent record.

### Retour au sommet et quatrième titre NBA (2021-2022)
Le 14 décembre 2021, Stephen Curry bat le record de la NBA pour le plus grand nombre de 3 points marqués en carrière, soit 2973 en 789 parties. Il dépasse Ray Allen, qui a eu besoin de 1300 rencontres pour y parvenir.
Il est sélectionné au NBA All-Star Game 2022 pour la Team LeBron avec une place de titulaire. Il marque alors 50 points et bat le record de 3 points dans un All-Star Game avec 16 paniers à 3 points réussis sur 27 tentés. Il est logiquement élu MVP du All-Star Game.
Lors des playoffs 2022, les Warriors atteignent leur 6e Finales NBA en 8 ans contre les Celtics de Boston et remportent la série 4 à 2. Stephen Curry remporte son premier trophée du MVP des Finales NBA.

### Échec dans la quête du back to back (2022-2023)
La saison 2022-2023 de Stephen Curry est perturbée par une luxation partielle de l'épaule gauche survenue durant une rencontre de saison régulière en décembre. La saison de Warriors, perturbée par les blessures et les absences, est en dent de scie. Il ne finissent que 6eme de la conférence ouest, avec malgré tout un Curry efficace, avec 30 points de moyenne et 50% au tir.
Ils se qualifient en demi finale de conférence en disposant des Kings de Sacramento. Curry réalise un match 7 remarquable avec 50 points; néanmoins, leur parcours s'arrête là, avec une défaite contre les Lakers de Los Angeles au second tour en 6 matchs. En 2024, Stephen Curry remporte le Magic Johnson Award pour la deuxième fois.

### Fin de cycle (2023-2024)
Malgré une très bonne saison individuelle de la part de Curry, les Warriors terminent à la 10e place de la conférence ouest, les obligeant à passer par le play-in pour essayer de se qualifier aux playoffs 2024.
Dans leur match de play-in, les Warriors affrontent les Kings de Sacramento, 9e de la conférence ouest, et s'inclinent lourdement 118 à 94.
Le 25 avril 2024, il remporte le titre de joueur le plus clutch de la saison devant DeMar DeRozan et Shai Gilgeous-Alexander.

### Nouvelle ère (2024-2025)
Le début de la saison 2024-2025 est marqué par le départ de Klay Thompson des Warriors, avec lequel il formait les Splash Bros, aux Mavericks de Dallas.

À la suite de ce départ, Curry va rendre hommage à son coéquipier de toujours via ce message posté sur ses réseaux sociaux :
Tu vas me manquer, Klay. Même si nous ne finirons pas le voyage ensemble, ce que nous avons accompli ne sera jamais réédité. Je n’aurais pas pu imaginer une si belle aventure avec toi et Dray. Nous avons changé toute la Bay Area. Nous avons changé la manière dont on joue à ce jeu. Killa Klay est au centre de tout ça. Merci pour tout, mon frère. Va profiter, jouer au basket et faire ce que tu as à faire. Splash Bros pour la vie mon gars !
En mars 2025, il devient le premier joueur de l'histoire de la NBA à atteindre le plateau des 4000 tirs de trois points, dans une victoire des Warriors de Golden State contre les Kings de Sacramento.

## Carrière internationale

### Équipes jeunes
La première expérience de Curry avec l’équipe nationale des États-Unis a lieu lors des championnats du monde FIBA des moins de 19 ans en 2007, où il remporte la médaille d'argent. Au cours de cette compétition, il inscrit en moyenne 9,4 points, 3,8 rebonds et 2,2 passes décisives par matchs.

### Championnats du monde FIBA 2010
En 2010, il est sélectionné dans l’équipe senior lors des championnats du monde FIBA 2010. Il est pour autant peu utiliser, étant le remplaçant de Derick Rose au poste de meneur. En jouant en moyenne 10,6 minutes par matchs, il inscrit 4,6 points, 1 passes décisives et 0,9 rebonds en moyenne. Les États-Unis, invaincus, remportent la médaille d’or.

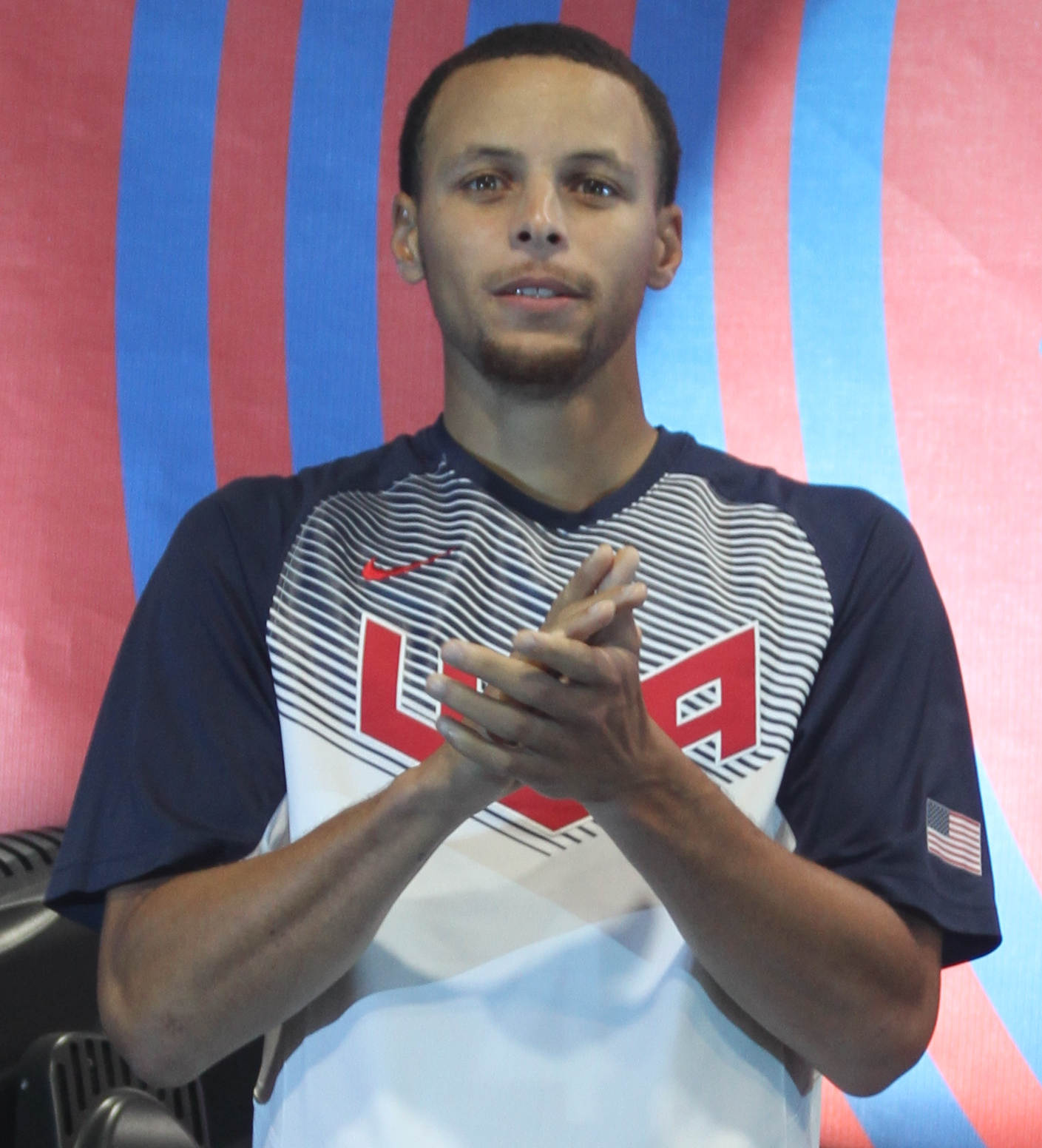
Curry sous les couleurs de l'équipe des États-Unis en 2014.

### Coupe du monde FIBA 2014
En 2014, lors de la Coupe du monde 2014, il prend un rôle plus important avec l’équipe. Il partage le rôle de meneur titulaire avec Kyrie Irving, en jouant en moyenne 20,6 minutes par matchs, pour 10,7 points, 2,8 rebonds et 2,9 passes décisives. Sa meilleure utilisation par l'entraîneur Mike Krzyzewski et son plus grand impact offensif permet d'aider Team USA à remporter le tournoi, tout en étant invaincu.

### Jeux olympiques de Rio 2016
Initialement sélectionné dans l'équipe pour les Jeux olympiques de 2016 au Brésil, Stephen Curry se retire le 6 juin 2016, invoquant des blessures au genou et à la cheville.

### Jeux olympiques de Paris 2024
Absent depuis 2014 des rangs de Team USA, Curry fait son retour pour les Jeux olympiques d'été de Paris 2024. Avec des joueurs comme LeBron James, Kevin Durant, Anthony Edwards, Devin Booker, Anthony Davis ou Jayson Tatum, l'objectif premier est de gagner la médaille d'or pour effacer des performances en dents de scie de l'équipe depuis quelques années, comme la défaite en demi-finale de la coupe du monde FIBA de 2023. Encadré par son entraineur en club Steve Kerr, Curry découvre pour la première fois les Jeux olympiques à l'âge de 36 ans.
La phase de groupe est plutôt difficile pour Curry, dans une équipe qui déroule son jeu. Auteur de matchs plutôt mauvais, comme par exemple contre le Soudan du Sud, où il inscrit 3 points, en 21 minutes de jeu, il se reprend à partir des demi-finales contre la Serbie.
Dans une demi-finale très disputée, où la Serbie de Nikola Jokić mène pendant une bonne partie de la rencontre, Curry lance une remontée de son équipe de 17 points de retard, en inscrivant 36 points (dont 9 tirs sur 14 à 3 points), prenant 8 rebonds, faisant 2 passes décisives et 1 interception. Les États-Unis remportent le match 95 à 91 et se qualifient pour la finale olympiques contre le pays hôte, la France. Les 36 points de Curry établissent un nouveau record national de points inscrits dans un match à élimination directe, mais également un record olympique pour le plus grand nombre de panier à trois points inscrit lors d'un match,. Il s'agit également du deuxième plus grand nombre de points marqués dans un match par un joueur américain, derrière les 37 points de Carmelo Anthony contre le Nigeria lors des Jeux olympiques de Londres en 2012. Dans une interview d'après-match, son coéquipier Kevin Durant qualifie la performance de Curry de « l'un des meilleurs matchs que je l'ai jamais vu jouer ».
Pour la finale, Curry réalise une nouvelle performance sportive. Il est bien défendu par l'équipe de France et les deux équipes sont proches à la mi-temps (49 à 41 pour les États-Unis). Mais dans un dernier quart-temps haletant, Stephen Curry rentre 4 tirs à 3 points dans les 3 dernières minutes, qui scellent la victoire des États-Unis, 98 à 87. Curry inscrit lors de ce match 24 points, fait 5 passes décisives et 2 interceptions.
Il remporte sa première médaille olympique et permet à son pays de la remporter pour la 5e fois de suite. Curry termine le tournoi en tant que meilleur marqueur de l'équipe, avec une moyenne de 14,8 points par match et établit un nouveau record olympique pour le nombre de paniers à trois points réussis lors d'une finale olympique (8 sur 12). Pour ses performances, Curry est nommé dans l'équipe première du tournoi olympique, aux côtés de Dennis Schröder, LeBron James, Victor Wembanyama et Nikola Jokić.

## Style de jeu et importance dans l'histoire du basket-ball
Curry sait convenablement organiser le jeu mais n'est pas un passeur prolifique comme Chris Paul. En effet, sa moyenne de passe en carrière[Quand ?] est de 6,5, proche de la moyenne des meneurs NBA. Il n'est généralement pas le meilleur passeur de son équipe, ce rôle étant dévolu à Draymond Green. De plus, s'il bénéficie d'un excellent contrôle de la balle et d'une finition au cercle supérieure à la moyenne, cela ne constitue pas le cœur de son jeu. En effet, Curry est connu pour son jeu sans ballon et son adresse à 3 points. Curry délaisse souvent le ballon et navigue au large à travers les écrans afin de se démarquer et de marquer des paniers primés faciles pour lui. Ainsi, Curry dispose d'un pourcentage à trois points de 42 % pour un très gros volume de tirs pris.
Ainsi, Stephen Curry est considéré comme le meilleur tireur de l'histoire,. Il n'a besoin que de 0,38 seconde pour lancer le ballon, il est le joueur le plus rapide de la NBA et envoie le ballon avec une courbe presque parfaite,.
Il est réputé pour avoir un geste de tir sans effort. Il a une excellente coordination entre ses bras, ses jambes, ses dribbles et la travaille lors de la préparation de chaque rencontre. Le contrôle qu'il a de son corps est au-dessus de la moyenne. On voit souvent Stephen Curry, à l'échauffement, s'entraîner en tirant des trois points depuis le logo central du terrain.
Avant de devenir le joueur qu'il est actuellement, à 15 ans, Stephen Curry mesurait à peine 1,70 m pour seulement 56 kilos. Par manque de puissance dans ses bras, son geste de tir était mauvais. En compagnie de son père, il s'entraînait durement durant l'été pour travailler son geste et ses tirs afin de jouer à la fac. Avec une gestuelle de tir retravaillée, Stephen Curry marquait près de 20 points en classe de Première. Plus tard, il faisait 1,88 m en deuxième année de fac.
Il s'intègre parfaitement dans le jeu des Warriors, dont les caractéristiques sont un large spacing, notamment apporté par son compère Klay Thompson et un mouvement de balle constant, ce qui permet aux joueurs de la Baie d'armer à trois points avec une grande efficacité. Durant leur période de domination, les Warriors disposent d'une attaque élite, avec le plus haut nombre de passes décisives de la NBA.
Curry est seulement le troisième meneur depuis Magic Johnson, après Steve Nash et Derrick Rose à obtenir le MVP. En effet, avant Curry, la ligue était dominé par les intérieurs et les 3 points étaient relativement peu utilisés. Les Warriors, par l'intermédiaire des Splash Brothers ont montré que l'on pouvait gagner avec le tir extérieur, sans intérieur dominant et en ayant un franchise player jouant poste 1. Ainsi, avec Curry, le style de jeu de la NBA a grandement évolué,. Le volume de tirs de loin a explosé. Ainsi, un tir à trois points fiable est devenu une nécessité pour un grand nombre de joueurs, y compris ceux censé dominer la raquette. De plus, Curry a popularisé le wide three ou tir à trois point "de loin". Curry ne tire pas tout le temps en étant collé à la ligne de trois point, mais d'encore plus loin. Cette arme est régulièrement utilisée par Damian Lillard ou Trae Young.

## Statistiques

### Université
gras = ses meilleures performances
Statistiques en NCAA de Stephen Curry
| Saison    | Équipe   | Matchs | Titul. | Min./m | % Tir | % 3pts | % LF | Rbds/m. | Pass/m. | Int/m. | Ctr/m. | Pts/m. |
| --------- | -------- | ------ | ------ | ------ | ----- | ------ | ---- | ------- | ------- | ------ | ------ | ------ |
| 2006-2007 | Davidson | 34     | 33     | 30,9   | 46,3  | 40,8   | 85,5 | 4,59    | 2,79    | 1,82   | 0,18   | 21,47  |
| 2007-2008 | Davidson | 36     | 36     | 33,1   | 48,3  | 43,9   | 89,4 | 4,58    | 2,89    | 2,03   | 0,39   | 25,86  |
| 2008-2009 | Davidson | 34     | 33     | 33,7   | 45,4  | 38,7   | 87,6 | 4,44    | 5,59    | 2,53   | 0,24   | 28,65  |
| Total     | Total    | 104    | 102    | 32,6   | 46,7  | 41,2   | 87,6 | 4,54    | 3,74    | 2,12   | 0,27   | 25,34  |

### Saison régulière NBA
| MVP de la saison | Champion NBA | Leader de la ligue | Titre MVP des finales NBA | Record NBA |

gras = ses meilleures performances
Statistiques en saison régulière de Stephen Curry :
| Saison        | Équipe        | Matchs | Titul. | Min./m | % Tir | % 3pts | % LF  | Rbds/m. | Pass/m. | Int/m. | Ctr/m. | Pts/m. |
| ------------- | ------------- | ------ | ------ | ------ | ----- | ------ | ----- | ------- | ------- | ------ | ------ | ------ |
| 2009-2010     | Golden State  | 80     | 77     | 36,2   | 46,2  | 43,7   | 88,5  | 4,45    | 5,90    | 1,90   | 0,24   | 17,49  |
| 2010-2011     | Golden State  | 74     | 74     | 33,6   | 48,0  | 44,2   | 93,4  | 3,86    | 5,84    | 1,47   | 0,27   | 18,55  |
| 2011-2012*    | Golden State  | 26     | 23     | 28,1   | 49,0  | 45,5   | 80,9  | 3,38    | 5,31    | 1,50   | 0,31   | 14,73  |
| 2012-2013     | Golden State  | 78     | 78     | 38,2   | 45,1  | 45,3   | 90,0  | 4,03    | 6,90    | 1,62   | 0,15   | 22,90  |
| 2013-2014     | Golden State  | 78     | 78     | 36,5   | 47,1  | 42,4   | 88,5  | 4,28    | 8,55    | 1,64   | 0,18   | 24,01  |
| 2014-2015     | Golden State  | 80     | 80     | 32,7   | 48,7  | 44,3   | 91,4  | 4,26    | 7,74    | 2,04   | 0,20   | 23,75  |
| 2015-2016     | Golden State  | 79     | 79     | 34,2   | 50,4  | 45,4   | 90,7  | 5,44    | 6,67    | 2,14   | 0,19   | 30,06  |
| 2016-2017     | Golden State  | 79     | 79     | 33,4   | 46,8  | 41,1   | 89,8  | 4,50    | 6,60    | 1,81   | 0,22   | 25,30  |
| 2017-2018     | Golden State  | 51     | 51     | 32,0   | 49,5  | 42,3   | 92,1  | 5,12    | 6,08    | 1,57   | 0,16   | 26,39  |
| 2018-2019     | Golden State  | 69     | 69     | 33,8   | 47,2  | 43,7   | 91,6  | 5,35    | 5,23    | 1,33   | 0,36   | 27,26  |
| 2019-2020     | Golden State  | 5      | 5      | 27,9   | 40,2  | 24,5   | 100,0 | 5,20    | 6,60    | 1,00   | 0,40   | 20,80  |
| 2020-2021**   | Golden State  | 63     | 63     | 34,2   | 48,2  | 42,1   | 91,6  | 5,48    | 5,76    | 1,22   | 0,13   | 31,98  |
| 2021-2022     | Golden State  | 64     | 64     | 34,6   | 43,7  | 38,0   | 92,3  | 5,23    | 6,31    | 1,33   | 0,36   | 25,47  |
| 2022-2023     | Golden State  | 56     | 56     | 34,7   | 49,3  | 42,7   | 91,5  | 6,09    | 6,29    | 0,93   | 0,36   | 29,43  |
| 2023-2024     | Golden State  | 74     | 74     | 32,7   | 45,0  | 40,8   | 92,3  | 4,50    | 5,10    | 0,70   | 0,40   | 26,40  |
| 2024-2025     | Golden State  | 70     | 70     | 32,2   | 44,8  | 39,7   | 93,3  | 4,40    | 6,00    | 1,10   | 0,40   | 24,50  |
| Total         | Total         | 1026   | 1020   | 34,1   | 47,1  | 42,3   | 91,1  | 4,70    | 6,40    | 1,50   | 0,30   | 24,70  |
| All-Star Game | All-Star Game | 10     | 9      | 26,5   | 42,4  | 39,3   | 100,0 | 6,00    | 5,60    | 1,40   | 0,30   | 21,60  |

Note :

* Cette saison a été réduite de 82 à 66 matchs en raison d'un lock out.

** Saison raccourcie en raison de la pandémie de Covid-19.

Dernière mise à jour effectuée le 16 mai 2025.

### Playoffs NBA
| Saison | Équipe       | Matchs | Titul. | Min./m | % Tir | % 3pts | % LF | Rbds/m. | Pass/m. | Int/m. | Ctr/m. | Pts/m. |
| ------ | ------------ | ------ | ------ | ------ | ----- | ------ | ---- | ------- | ------- | ------ | ------ | ------ |
| 2013   | Golden State | 12     | 12     | 41,4   | 43,4  | 39,3   | 92,1 | 3,83    | 8,08    | 1,67   | 0,17   | 23,42  |
| 2014   | Golden State | 7      | 7      | 42,4   | 44,0  | 38,6   | 88,1 | 3,57    | 8,43    | 1,71   | 0,14   | 23,00  |
| 2015   | Golden State | 21     | 21     | 39,3   | 45,6  | 42,2   | 83,5 | 5,00    | 6,38    | 1,86   | 0,14   | 28,29  |
| 2016   | Golden State | 18     | 17     | 34,1   | 43,6  | 40,8   | 91,6 | 5,50    | 5,17    | 1,44   | 0,28   | 25,00  |
| 2017   | Golden State | 17     | 17     | 35,3   | 48,4  | 41,9   | 90,4 | 6,29    | 6,71    | 2,00   | 0,24   | 28,06  |
| 2018   | Golden State | 15     | 14     | 37,0   | 45,1  | 39,5   | 95,7 | 6,07    | 5,40    | 1,73   | 0,73   | 25,53  |
| 2019   | Golden State | 22     | 22     | 38,5   | 44,1  | 37,7   | 94,3 | 6,00    | 5,73    | 1,09   | 0,18   | 28,18  |
| 2022   | Golden State | 22     | 18     | 34,7   | 45,9  | 39,7   | 82,9 | 5,23    | 5,86    | 1,32   | 0,36   | 27,36  |
| 2023   | Golden State | 13     | 13     | 37,9   | 46,6  | 36,3   | 84,5 | 5,15    | 6,08    | 1,00   | 0,46   | 30,46  |
| 2025   | Golden State | 8      | 8      | 35,1   | 47,7  | 40,0   | 89,3 | 5,30    | 5,10    | 1,00   | 0,80   | 22,60  |
| Total  | Total        | 155    | 149    | 37,2   | 45,4  | 39,7   | 88,9 | 5,30    | 6,10    | 1,52   | 0,30   | 26,80  |

Mise à jour le 16 mai 2025

## Palmarès et distinctions

### Palmarès

#### En sélection nationale
- Médaillé d'or à la Coupe du monde 2010 en Turquie.
- Médaillé d'or à la Coupe du monde 2014 en Espagne.
- Médaillé d'or aux Jeux olympiques 2024 en France.

#### En NBA
- 4x Champion NBA en 2015, 2017, 2018 et 2022 avec les Warriors de Golden State.
- 6x Champion de la Conférence Ouest en 2015, 2016, 2017, 2018, 2019 et 2022 avec les Warriors de Golden State.
- 5x Champion de la Division Pacifique en 2015, 2016, 2017, 2018 et 2019 avec les Warriors de Golden State.

### Distinctions personnelles

#### En NBA
- 2 fois NBA Most Valuable Player en 2015[116] et 2016, dont une fois unanime (1re et seule fois de l'histoire de la NBA)[117].
- NBA Finals Most Valuable Player Award en 2022.
- Meilleur joueur de la finale de la conférence Ouest en 2022
- 11 sélections au NBA All-Star Game en 2014, 2015, 2016, 2017, 2018, 2019, 2021, 2022, 2023, 2024 et 2025.
- 4× All-NBA First Team en 2015, 2016, 2019 et 2021.
- 5x All-NBA Second Team en 2014, 2017, 2022, 2023 et 2025.
- 2x All-NBA Third Team en 2018 et 2024.
- NBA All-Rookie First Team en 2010.
- NBA Sportsmanship Award en 2011.
- J. Walter Kennedy Citizenship Award en 2023.
- 1 fois NBA Clutch Player of the Year en 2024[118].
- Twyman-Stokes Teammate of the Year en 2025.
- 10x Joueur du mois de la Conférence Ouest, en avril 2013, avril 2014, novembre 2014, novembre 2015[119], février 2016[120], janvier, 2017, janvier 2018, avril 2021, mai 2021 et novembre 2021.
- 3× Rookie du mois de la Conférence Ouest, en janvier, mars et avril 2010.
- 19x Joueur de la semaine de la Conférence Ouest.
- 2x Vainqueur du NBA All-Star Game Kobe Bryant Most Valuable Player lors du NBA All-Star Game 2022 et 2025
- Vainqueur du Skills Challenge lors du All-Star week-end 2011.
- 2× Vainqueur du Three-point Shootout lors du All-Star week-end 2015 et du All-Star week-end 2021.
- 2× meilleur marqueur lors des saisons 2015-2016 et 2020-2021.
- meilleur intercepteur lors de la saison NBA 2015-2016 (2,14 interceptions par match).
- Joueur ayant marqué le plus de tirs en 2016 (805).
- 3× Joueur ayant le meilleur pourcentage de réussite aux lancers-francs en 2011 (93,4 %), 2015 (91,4 %) et 2016 (90,7 %).
- 8x Joueur ayant marqué le plus de tirs à trois points en 2013 (272), 2014 (261), 2015 (286), 2016 (402), 2017 (324), 2021 (337), 2022 (285) et 2024 (357)
- 7× Joueur ayant tenté le plus de tirs à trois points en 2013 (600), 2014 (615), 2015 (646), 2016 (886), 2017 (789), 2021 (801) et 2022 (750).
- 2× Joueur ayant réalisé le plus d'interceptions en 2015 (163) et 2016 (169).
- Membre du club du 50-40-90 en 2016.
- Recordman du plus grand nombre de 3 points rentrés dans l'histoire de la NBA, saison régulière et playoffs compris.
- Gagnant du trophée Jerry West décerné au joueur le plus productif lors des fins de matchs serrées lors de la saison 2023-2024[121]

#### En NCAA
- 1x All-American First Team (2009).
- 1x All-American Second Team (2008).
- 1x Meilleur scoreur de la Division I (2009).
- 2x Southern Conference Player of the Year (2008, 2009).
- 1x Southern Conference Freshman of The Year (2007).

#### Autres récompenses et honneurs
- Sportif de l'année en 2015 selon l'Associated Press.
- Sportif de l'année masculin ESPY en 2015.
- Meilleur joueur NBA ESPY en 2015, 2021 et 2022.
- Sportif de l'année BET en 2015.
- Élu dans le cinq majeur des Jeux olympiques de 2024[122]

## Records en NBA

### Records sur une rencontre
Les records personnels de Stephen Curry en NBA sont les suivants, :
| Record de la franchise |

| Type de statistique        | Saison régulière | Saison régulière                | Saison régulière | Playoffs | Playoffs                  | Playoffs      |
| Type de statistique        | Record           | Adversaire                      | Date             | Record   | Adversaire                | Date          |
| -------------------------- | ---------------- | ------------------------------- | ---------------- | -------- | ------------------------- | ------------- |
| Points                     | 62               | Trail Blazers de Portland       | 3 janvier 2021   | 50       | @ Kings de Sacramento     | 30 avril 2023 |
| Paniers marqués            | 20               | 2 fois                          | 2 fois           | 20       | @ Kings de Sacramento     | 30 avril 2023 |
| Paniers tentés             | 36               | Grizzlies de Memphis            | 16 mai 2021      | 38       | @ Kings de Sacramento     | 30 avril 2023 |
| Paniers à 3 points réussis | 13               | Pelicans de La Nouvelle-Orléans | 7 novembre 2016  | 9        | 2 fois                    | 2 fois        |
| Paniers à 3 points tentés  | 23               | Hawks d'Atlanta                 | 3 février 2024   | 18       | 2 fois                    | 2 fois        |
| Lancers francs réussis     | 18               | Trail Blazers de Portland       | 3 janvier 2021   | 16       | @ Clippers de Los Angeles | 3 mai 2014    |
| Lancers francs tentés      | 19               | Trail Blazers de Portland       | 3 janvier 2021   | 16       | @ Clippers de Los Angeles | 3 mai 2014    |
| Rebonds offensifs          | 5                | @ Suns de Phoenix               | 10 février 2016  | 5        | @ Cavaliers de Cleveland  | 7 juin 2017   |
| Rebonds défensifs          | 14               | Kings de Sacramento             | 28 décembre 2015 | 12       | Clippers de Los Angeles   | 13 avril 2019 |
| Rebonds totaux             | 14               | Kings de Sacramento             | 28 décembre 2015 | 15       | Clippers de Los Angeles   | 13 avril 2019 |
| Passes décisives           | 16               | 2 fois                          | 2 fois           | 15       | Clippers de Los Angeles   | 24 avril 2014 |
| Interceptions              | 7                | 2 fois                          | 2 fois           | 6        | 2 fois                    | 2 fois        |
| Contres                    | 3                | Brooklyn Nets                   | 16 décembre 2023 | 3        | 3 fois                    | 3 fois        |
| Balles perdues             | 11               | @ Clippers de Los Angeles       | 31 octobre 2013  | 8        | 2 fois                    | 2 fois        |
| Minutes jouées             | 49               | Nuggets de Denver               | 20 janvier 2010  | 58       | @ Spurs de San Antonio    | 6 mai 2013    |

- Double-double : 184 (dont 22 en playoffs)
- Triple-double : 13 (dont 3 en playoffs incluant 1 en finales NBA)

Dernière mise à jour : 4 mai 2025

### Records en carrière

#### Records individuels
- Plus grand nombre de tirs à trois points marqués de tous les temps dans la somme de tous les matchs joués[125];
- Plus grand nombre de tirs à 3 points inscrits lors d’un match de finale NBA avec 9 réalisations[126] ;
- plus grand nombre de tirs à 3 points inscrits lors d'une saison avec 402 réalisations en 2016 ;
- plus grand nombre de tirs à 3 points tentés lors d'une saison avec 886 tirs en 2015-2016 ;
- plus grand nombre de tirs à 3 points inscrits lors d'une campagne de playoffs avec 98 réalisations en 2015 ;
- plus grand nombre de tirs à 3 points tentés lors d'une campagne de playoffs avec 231 tirs en 2015 ;
- plus grand nombre de tirs à 3 points inscrits dans un mois de compétition avec 81 réalisations en janvier 2016 ;
- plus grand nombre de matchs consécutifs avec au moins un tir à 3 points inscrit avec 268 rencontres (2018-2023) ;
- plus grand nombre de points inscrits en une prolongation avec 17 unités ;
- seul joueur de l'histoire de la NBA à terminer une saison à plus de 30 points par match en jouant moins de 35 minutes en moyenne, en 2016 ;
- seul joueur de l'histoire de la NBA à terminer une saison à plus de 30 points par match et avec des pourcentages supérieurs à 50 % aux tirs, 40 % aux tirs à trois points et 90 % aux lancers-francs, en 2016 ;
- seul joueur de l'histoire de la NBA à avoir remporté le titre de MVP à l'unanimité, en 2016.
- Plus grand nombre de points inscrits sur un match 7 de playoffs avec 50 unités contre les Kings de Sacramento en 2023

#### Records collectifs
- Meilleur bilan sur une saison régulière, 73 victoires et 9 défaites, avec les Warriors de Golden State en 2015-2016 ;
- meilleur bilan à l'extérieur sur une saison régulière, 34 victoires et 7 défaites, avec les Warriors en 2015-2016.
- meilleur début de saison, 24 victoires consécutives, avec les Warriors en 2015-2016 ;
- plus grand nombre de victoires consécutives à domicile, 54 victoires, avec les Warriors entre le 31 janvier 2015 et le 29 mars 2016 ;
- plus grand nombre de tirs à 3 points inscrits par un duo lors d'une saison, avec Klay Thompson, et 678 réalisations en 2016 ;
- plus grand nombre de tirs à 3 points tentés par un duo lors d'une saison, avec Klay Thompson, et 1 536 tirs en 2016 ;
- plus grand nombre de tirs à trois points réussis sur une saison, 1 077 réalisations, avec les Warriors en 2015-2016.

### Records de franchise
Avec les Warriors de Golden State
- Record de points : 23 000 (22e en NBA)
- Record de tirs à trois points réussis : 3 500 (1er en NBA)
- Record de tirs à trois points tentés : 7 582
- Record de passes décisives : 5 388
- Record d'interceptions : 1 367
- Record de pertes de balles : 2 598

→ au 29/12/2022

## Records en NCAA
- Détient le record du plus grand nombre de tirs à 3 points inscrits lors d'une saison avec 162 réalisations en 2008 (égalé par Darius McGhee (en) en 2023)[127].
- Détient le record du plus grand nombre de tirs à 3 points inscrits par un freshman avec 122 réalisations en 2007.
- Détient le record du plus grand nombre de points marqués par deux frères en NCAA avec son frère, Seth Curry et 4 739 points.

## Revenus

### Salaires

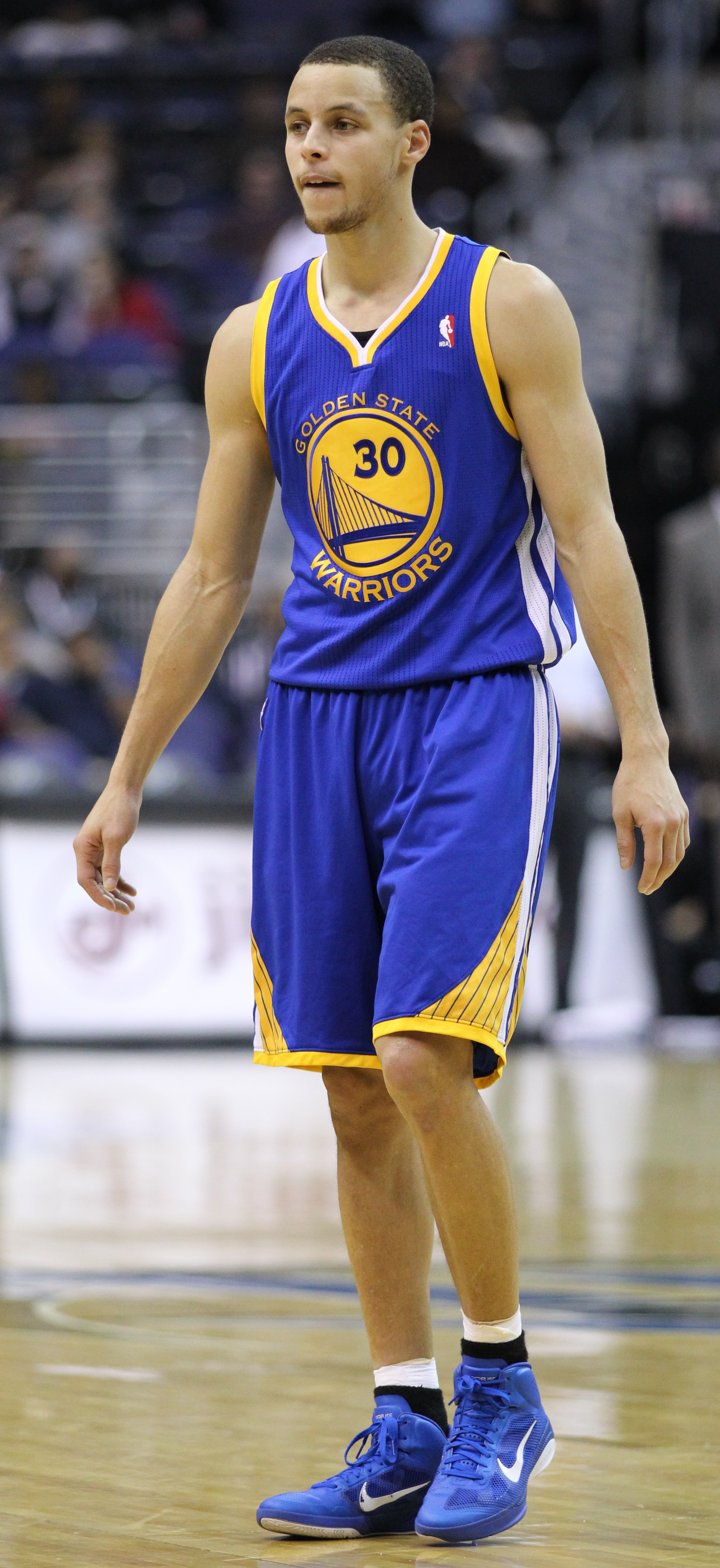
Stephen Curry en mars 2011.

| Année       | Équipe   | Salaire       |
| ----------- | -------- | ------------- |
| 2009-2010   | Warriors | 2 710 560 $   |
| 2010-2011   | Warriors | 2 913 840 $   |
| 2011-2012   | Warriors | 3 117 120 $   |
| 2012-2013   | Warriors | 3 958 742 $   |
| 2013-2014   | Warriors | 9 887 642 $   |
| 2014-2015   | Warriors | 10 629 213 $  |
| 2015-2016   | Warriors | 11 370 786 $  |
| 2016-2017   | Warriors | 12 112 359 $  |
| 2017-2018   | Warriors | 34 682 550 $  |
| 2018-2019   | Warriors | 37 457 154 $  |
| 2019-2020   | Warriors | 40 231 758 $  |
| 2020-2021   | Warriors | 43 006 362 $  |
| 2021-2022   | Warriors | 45 780 966 $  |
| 2022-2023   | Warriors | 48 070 014 $  |
| 2023-2024   | Warriors | 51 915 615 $  |
| 2024-2025   | Warriors | 55 761 216 $  |
| 2025-2026   | Warriors | 59 606 817 $  |
| Total Gains |          | 302 806 362 $ |

### Sponsors
D'abord sponsorisé par Nike au début de sa carrière, il s'engage en 2013 avec l'équipementier Under Armour, devenant ainsi son principal représentant. En 2015, la marque sort le premier modèle signature du meneur, la Curry One. À la suite du succès remporté par ce modèle, elle lance ensuite la Curry 2.
Curry est également sous contrat avec les marques Google, Degree, Express, JBL, Kaiser Permanente, MoGo Sport, Muscle Milk, Subway et State Farm.

## Personnalité et opinion politiques

Stephen Curry, à gauche, en short blanc, effectuant un tir à trois points lors de la préparation d'une rencontre NBA en 2015.

S'il n'est pas le leader vocal durant les matchs des Warriors, Curry sait fédérer une équipe autour de lui.
Se montrant très critique envers le président américain Donald Trump, Stephen Curry et les Warriors sont la première équipe championne à refuser de se rendre à la Maison-Blanche à la suite de leur titre en 2017. Ils seront suivis les années suivantes par l'ensemble des équipes NBA. En 2021, la NAACP décerne à Stephen Curry le Jackie Robinson Sports Award en raison de son travail et de son investissement en faveur de la justice sociale, son soutien à la cause des femmes ou encore son entretien avec le Dr Anthony Fauci, au sujet de la pandémie de Covid-19 aux États-Unis.

## Vie privée
Il s'est marié à Ayesha Alexander, qu'il fréquente depuis 2008, le 31 juillet 2011. Ils ont deux filles : Riley Elisabeth Curry née le 20 juillet 2012 et Ryan Carson Curry née le 12 juillet 2015, suivis de 2 garçons : Canon W. Jack Curry né le 2 juillet 2018 et Caius Chai Curry né le 11 mai 2024. En 2015, sa fille Riley assiste à plusieurs de ses conférences de presse d'après-match et ses apparitions sont abondamment commentées par la presse,,. Stephen Curry est un chrétien évangélique pratiquant.
Fan inconditionnel de l'équipe de football américain des Panthers de la Caroline, il envisage en 2017 de racheter la franchise avec le célèbre rappeur P. Diddy, mais elle est finalement vendue à l'homme d'affaires David Tepper,.

## Pour approfondir